# Maria Letycja Bonaparte-Aosta
Maria Letycja Bonaparte, Marie Laetitia Eugenie Catherine Adelaide Bonaparte, Princesse Napoléon (ur. 20 listopada 1866 w Paryżu, zm. 25 października 1926 w Moncalieri) – córka Napoleona Józefa Bonaparte i Klotyldy Sabaudzkiej, Cesarska i Królewska Wysokość, księżniczka Napoléon (tytuł nadany przez Napoleona III potomkom Hieronima Bonapartego, do dziś przez nich używany jako nazwisko), księżna Aosty poprzez małżeństwo (ślub odbył się 11 września 1888 r.) z księciem Aosty Amadeuszem I Sabaudzkim, byłym królem Hiszpanii (bratem jej matki), którego była drugą żoną. Ich jedynym dzieckiem był Humbert Sabaudzki.
Po śmierci cesarzowej-wdowy francuskiej Eugenii (1920) Letycja odziedziczyła po niej 1/3 pokaźnych zasobów pieniężnych i pałacyk cesarzowej "Villa Cyrnos" koło Cannes, a więc przez ostatnie sześć lat życia nie była zależna od apanażu dworu swego kuzyna Wiktora Emanuela III.